# Peter August Jordan
Peter August Jordan (* 9. April 1864 in Kassel; † 31. Oktober 1938 ebenda) war Abgeordneter des Provinziallandtages der Provinz Hessen-Nassau.

## Leben
Peter August Jordan war der Sohn des Schuhmachers Heinrich Jordan und dessen Gemahlin Henriette Crachy. Nach seiner Schulausbildung erlernte er den Beruf des Schreiners, den er bis zu seinem Wechsel im Juli 1894 als Geschäftsführer und Rendant der AOK für den Stadtkreis Kassel ausübte. 
Er war politisch engagiert und trat der SPD bei und gehörte auch der Mehrheitssozialdemokratischen Partei Deutschlands an.
Von 1900 bis 1912 war er Stadtverordneter in Kassel. Im Dezember 1918 wurde er Vertrauensmann des Zentralen Arbeiter- und Soldatenrates bei der Stadtverwaltung in Kassel. 
Von 1919 bis 1929 saß er im Kurhessischen Kommunallandtag des Regierungsbezirks Kassel, aus dessen Mitte er zum Abgeordneten des Provinziallandtages der Provinz Hessen-Nassau bestimmt wurde. 
Sein Enkelsohn Erich Jordan war ebenfalls SPD-Politiker und Abgeordneter des Hessischen Landtags.